# Gloeodiscus nigrorufus
Gloeodiscus nigrorufus — вид грибів, що належить до монотипового роду Gloeodiscus.